# كسوف الشمس 29 أبريل 2014
حدث كسوف حلقي للشمس يوم الثلاثاء 29 أبريل 2014 . يحدث كسوف الشمس عندما يمر القمر بين الأرض والشمس ، وبالتالي يحجب صورة الشمس كليًا أو جزئيًا عن مشاهد على الأرض. يحدث الكسوف الحلقي للشمس عندما يكون القطر الظاهري للقمر أصغر من قطر الشمس ، مما يحجب معظم ضوء الشمس ويتسبب في ظهور الشمس على شكل حلقة (حلقة). يظهر الخسوف الحلقي على شكل كسوف جزئي فوق منطقة من الأرض يبلغ عرضها آلاف الكيلومترات.
غاب مركز ظل القمر عن القطب الجنوبي للأرض ، لكن الخسوف الجزئي كان مرئيًا من أجزاء من القارة القطبية الجنوبية وأستراليا ، وكان الخسوف الحلقي مرئيًا من جزء صغير من القارة القطبية الجنوبية.
قيمة جاما لهذا الكسوف هي أقرب إلى 1 من أي خسوف آخر من 2000 قبل الميلاد إلى 3000 بعد الميلاد ، وهذا يعني أن مركز ظل القمر يمر تقريبًا على سطح الأرض ، بالكاد يفتقد القارة القطبية الجنوبية ببضعة كيلومترات.

## الرؤية
رسم متحرك لمسار الكسوف

## الصور

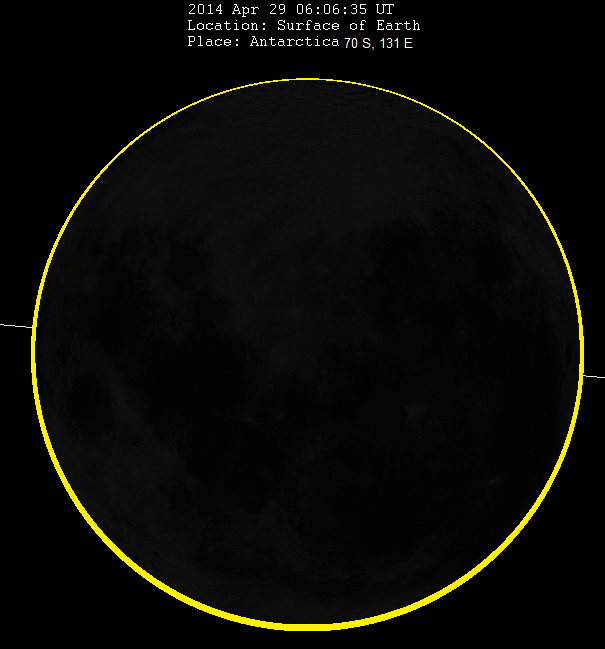
محاكاة الحلقي من فيكتوريا لاند
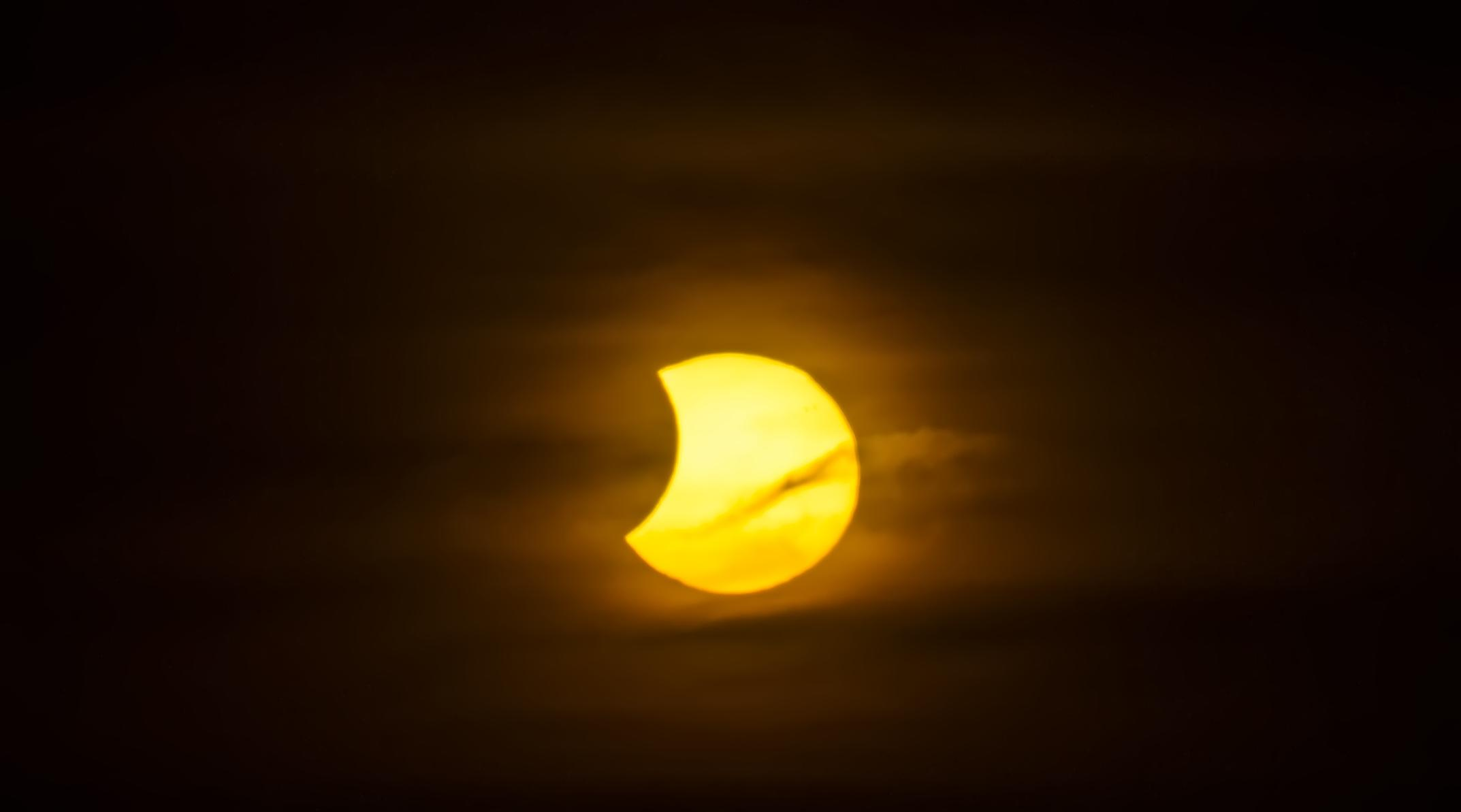
جزئيًا من سكاربورو ، كوينزلاند ، 7:03 UTC
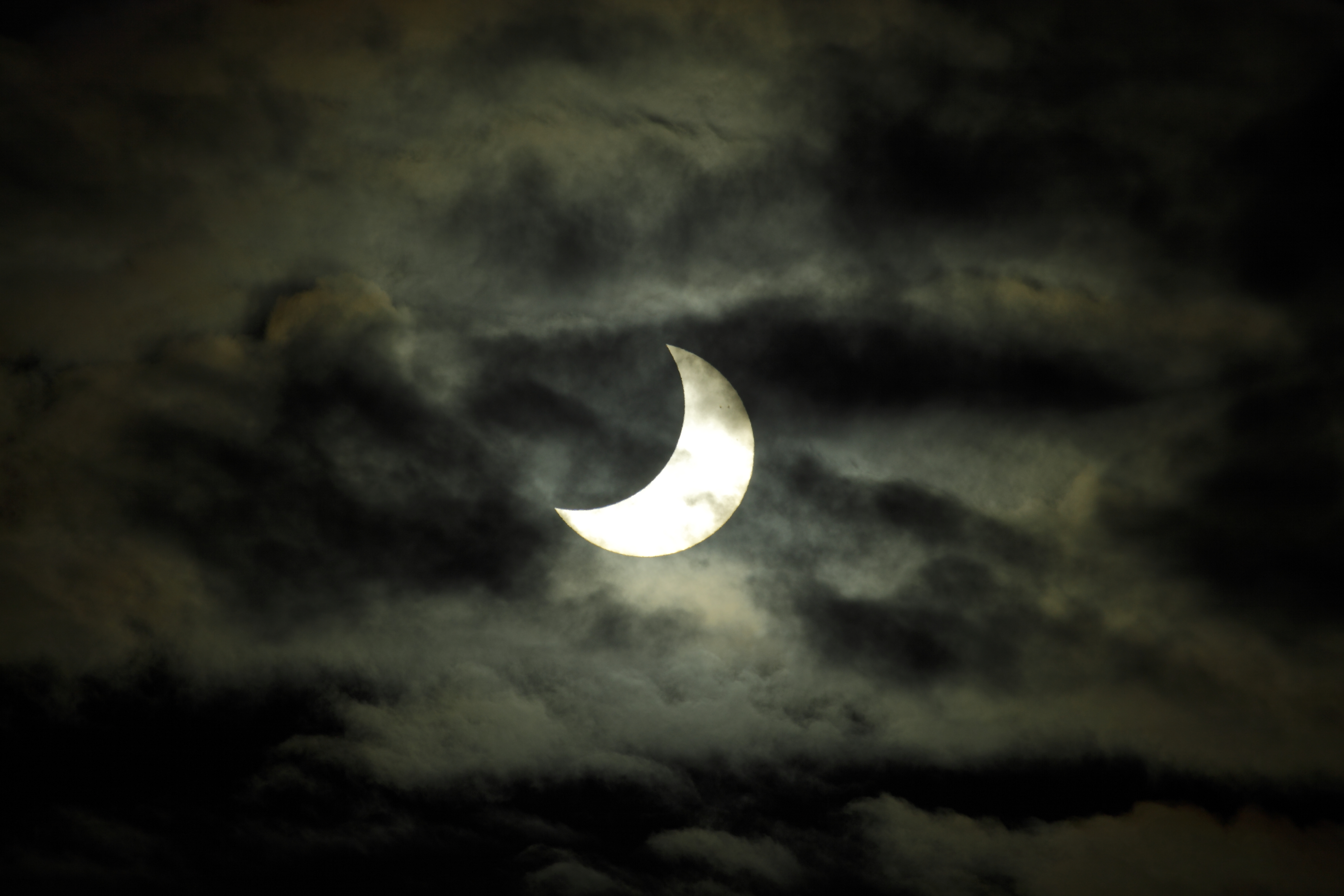
جزء من بحيرة ويندوري ، فيكتوريا ، 7:04 بالتوقيت العالمي

## الخسوفات ذات الصلة

### كسوف عام 2014
- خسوف كلي للقمر في 15 أبريل .
- كسوف شمسي حلقي غير مركزي في 29 أبريل.
- خسوف كلي للقمر في 8 أكتوبر .
- كسوف جزئي للشمس في 23 أكتوبر .

### كسوف الشمس 2011-2014
هذا الكسوف هو عضو في سلسلة 2011-2014 من كسوف الشمس. يتكرر الكسوف في كل 177 يومًا تقريبًا و 4 ساعات (فصل دراسي) في العقد المتناوبة من مدار القمر.
| مجموعات سلسلة كسوف الشمس من 2011-2014 | مجموعات سلسلة كسوف الشمس من 2011-2014          | مجموعات سلسلة كسوف الشمس من 2011-2014 | مجموعات سلسلة كسوف الشمس من 2011-2014 | مجموعات سلسلة كسوف الشمس من 2011-2014     | مجموعات سلسلة كسوف الشمس من 2011-2014 | مجموعات سلسلة كسوف الشمس من 2011-2014 |
| ------------------------------------- | ---------------------------------------------- | ------------------------------------- | ------------------------------------- | ----------------------------------------- | ------------------------------------- | ------------------------------------- |
| عقدة تنازلية                          | عقدة تنازلية                                   | عقدة تنازلية                          |                                       | عقدة تصاعدية                              | عقدة تصاعدية                          | عقدة تصاعدية                          |
| Saros                                 | Map                                            | Gamma                                 | Saros                                 | Map                                       | Gamma                                 |                                       |
| 118 Partial from ترومسو، النرويج      | كسوف الشمس 1 يونيو 2011 Partial (north)        | 1.2130                                | 123                                   | كسوف الشمس 25 نوفمبر 2011 Partial (south) | -1.0536                               |                                       |
| 128 Middlegate, Nevada                | كسوف الشمس 20 مايو 2012 Annular                | 0.4828                                | 133 كيرنز, Australia                  | كسوف الشمس 13 نوفمبر 2012 Total           | -0.3719                               |                                       |
| 138 Churchills Head, Australia        | كسوف الشمس 10 مايو 2013 Annular                | -0.2693                               | 143 Partial from ليبرفيل              | كسوف الشمس 3 نوفمبر 2013 Hybrid           | 0.3271                                |                                       |
| 148 Partial from أديلايد, Australia   | كسوف الشمس 29 أبريل 2014 Annular (non-central) | -0.9999                               | 153 Partial from مينيابوليس           | كسوف الشمس 23 أكتوبر 2014 Partial (north) | 1.0908                                |                                       |

ملحوظة: الكسوف الكلي للشمس في 20 مارس 2015 ، والكسوف الجزئي للشمس في 13 سبتمبر 2015 يحدثان خلال السنة القمرية التالية المحددة.

### ساروس 148
السارس الشمسي 148 ، يتكرر كل حوالي 18 سنة و 11 يومًا ، يحتوي على 75 حدثًا.
بدأت السلسلة بكسوف جزئي للشمس في 21 سبتمبر 1653 ،
وشهد كسوفًا حلقيًا في 29 أبريل 2014 و 9 مايو 2032 ،
وخسوفًا هجينًا في 20 مايو 2050.
وخسوفًا كليًا اعتبارًا من 31 مايو 2068 ،
حتى 3 أغسطس 2771. تنتهي السلسلة عند العضو 75 ككسوف جزئي في 12 ديسمبر 2987. سيكون أطول كسوف كلي في 26 أبريل 2609 في 5 دقائق و 23 ثانية.
| تحدث أعضاء السلسلة 15-25 بين عامي 1901 و 2100: | تحدث أعضاء السلسلة 15-25 بين عامي 1901 و 2100: | تحدث أعضاء السلسلة 15-25 بين عامي 1901 و 2100: |
| 15                                             | 16                                             | 17                                             |
| ---------------------------------------------- | ---------------------------------------------- | ---------------------------------------------- |
| February 23, 1906 [الإنجليزية]                 | March 5, 1924 [الإنجليزية]                     | March 16, 1942 [الإنجليزية]                    |
| 18                                             | 19                                             | 20                                             |
| March 27, 1960 [الإنجليزية]                    | April 7, 1978 [الإنجليزية]                     | April 17, 1996 [الإنجليزية]                    |
| 21                                             | 22                                             | 23                                             |
| كسوف الشمس 29 أبريل 2014                       | May 9, 2032 [الإنجليزية]                       | May 20, 2050 [الإنجليزية]                      |
| 24                                             | 25                                             |                                                |
| May 31, 2068 [الإنجليزية]                      | June 11, 2086 [الإنجليزية]                     |                                                |

### سلسلة تريتوس
هذا الكسوف هو جزء من دورة تريتوس ، يتكرر عند العقد المتناوبة كل 135 شهرًا متزامنًا (≈ 3986.63 يومًا ، أو 11 عامًا ناقص شهر واحد). ويكون مظهرها وخط طولها غير منتظمين بسبب نقص التزامن مع الشهر غير الطبيعي (فترة الحضيض) ، لكن التجمعات المكونة من 3 دورات تريتوس (33 عامًا ناقص 3 أشهر) تقترب (≈ 434.044 شهرًا غير طبيعي) ، لذا فإن الكسوف متشابه في هذه التجمعات.
| أعضاء السلسلة بين عامي 1901 و 2100            | أعضاء السلسلة بين عامي 1901 و 2100            | أعضاء السلسلة بين عامي 1901 و 2100            | أعضاء السلسلة بين عامي 1901 و 2100 |
| --------------------------------------------- | --------------------------------------------- | --------------------------------------------- | ---------------------------------- |
| </img> </br>6 مارس 1905 </br> (ساروس 138)     | </img> </br> 3 فبراير 1916 </br> (ساروس 139)  | </img> </br> 3 يناير 1927 </br> (ساروس 140)   |                                    |
| </img> </br> 2 ديسمبر 1937 </br> (ساروس 141)  | </img> </br> 1 نوفمبر 1948 </br> (ساروس 142)  | </img> </br> 2 أكتوبر 1959 </br> (ساروس 143)  |                                    |
| </img> </br> 31 أغسطس 1970 </br> (ساروس 144)  | </img> </br> 31 يوليو 1981 </br> (ساروس 145)  | </img> </br> 30 يونيو 1992 </br> (ساروس 146)  |                                    |
| </img> </br> 31 مايو 2003 </br> (ساروس 147)   | </img> </br> 29 أبريل 2014 </br> (ساروس 148)  | </img> </br> 29 مارس 2025 </br> (ساروس 149)   |                                    |
| </img> </br> 27 فبراير 2036 </br> (ساروس 150) | </img> </br> 26 يناير 2047 </br> (ساروس 151)  | </img> </br> 26 ديسمبر 2057 </br> (ساروس 152) |                                    |
| </img> </br> 24 نوفمبر 2068 </br> (ساروس 153) | </img> </br> 24 أكتوبر 2079 </br> (ساروس 154) | </img> </br> 23 سبتمبر 2090 </br> (ساروس 155) |                                    |

### سلسلة ميتونيك
تكرر السلسلة ميتونيك الخسوف كل 19 عامًا (6939.69 يومًا) ، وتستمر حوالي 5 دورات. تحدث الكسوف في نفس تاريخ التقويم تقريبًا. بالإضافة إلى ذلك ، تكرر سلسلة أوكتن الفرعية 1/5 من ذلك أو كل 3.8 سنوات (1387.94 يومًا). تحدث جميع الكسوفات في هذا الجدول عند العقدة الهابطة للقمر.
| 21 من أحداث الكسوف ، تتقدم من الشمال إلى الجنوب بين 11 يوليو 1953 و 11 يوليو 2029 | 21 من أحداث الكسوف ، تتقدم من الشمال إلى الجنوب بين 11 يوليو 1953 و 11 يوليو 2029 | 21 من أحداث الكسوف ، تتقدم من الشمال إلى الجنوب بين 11 يوليو 1953 و 11 يوليو 2029 | 21 من أحداث الكسوف ، تتقدم من الشمال إلى الجنوب بين 11 يوليو 1953 و 11 يوليو 2029 | 21 من أحداث الكسوف ، تتقدم من الشمال إلى الجنوب بين 11 يوليو 1953 و 11 يوليو 2029 |
| July 10–12                                                                        | April 29–30                                                                       | February 15–16                                                                    | December 4–5                                                                      | September 21–23                                                                   |
| 96                                                                                | 98                                                                                | 100                                                                               | 102                                                                               | 104                                                                               |
| --------------------------------------------------------------------------------- | --------------------------------------------------------------------------------- | --------------------------------------------------------------------------------- | --------------------------------------------------------------------------------- | --------------------------------------------------------------------------------- |
| July 12, 1915                                                                     | April 30, 1919                                                                    | February 15, 1923                                                                 | December 5, 1926                                                                  | September 22, 1930                                                                |
| 106                                                                               | 108                                                                               | 110                                                                               | 112                                                                               | 114                                                                               |
| July 11, 1934                                                                     | April 30, 1938                                                                    | February 15, 1942                                                                 | December 4, 1945                                                                  | September 22, 1949                                                                |
| 116                                                                               | 118                                                                               | 120                                                                               | 122                                                                               | 124                                                                               |
| July 11, 1953 [الإنجليزية]                                                        | April 30, 1957 [الإنجليزية]                                                       | February 15, 1961 [الإنجليزية]                                                    | December 4, 1964 [الإنجليزية]                                                     | September 22, 1968 [الإنجليزية]                                                   |
| 126                                                                               | 128                                                                               | 130                                                                               | 132                                                                               | 134                                                                               |
| July 10, 1972 [الإنجليزية]                                                        | April 29, 1976 [الإنجليزية]                                                       | February 16, 1980 [الإنجليزية]                                                    | December 4, 1983 [الإنجليزية]                                                     | September 23, 1987 [الإنجليزية]                                                   |
| 136                                                                               | 138                                                                               | 140                                                                               | 142                                                                               | 144                                                                               |
| July 11, 1991 [الإنجليزية]                                                        | April 29, 1995 [الإنجليزية]                                                       | February 16, 1999 [الإنجليزية]                                                    | كسوف الشمس 4 ديسمبر 2002                                                          | كسوف الشمس 22 سبتمبر 2006                                                         |
| 146                                                                               | 148                                                                               | 150                                                                               | 152                                                                               | 154                                                                               |
| كسوف الشمس 11 يوليو 2010                                                          | كسوف الشمس 29 أبريل 2014                                                          | كسوف الشمس في 15 فبراير 2018                                                      | December 4, 2021 [الإنجليزية]                                                     | September 21, 2025 [الإنجليزية]                                                   |
| 156                                                                               | 158                                                                               | 160                                                                               | 162                                                                               | 164                                                                               |
| July 11, 2029 [الإنجليزية]                                                        | April 29, 2033                                                                    | February 15, 2037                                                                 | December 4, 2040                                                                  | September 21, 2044                                                                |